# 威爾斯救護服務

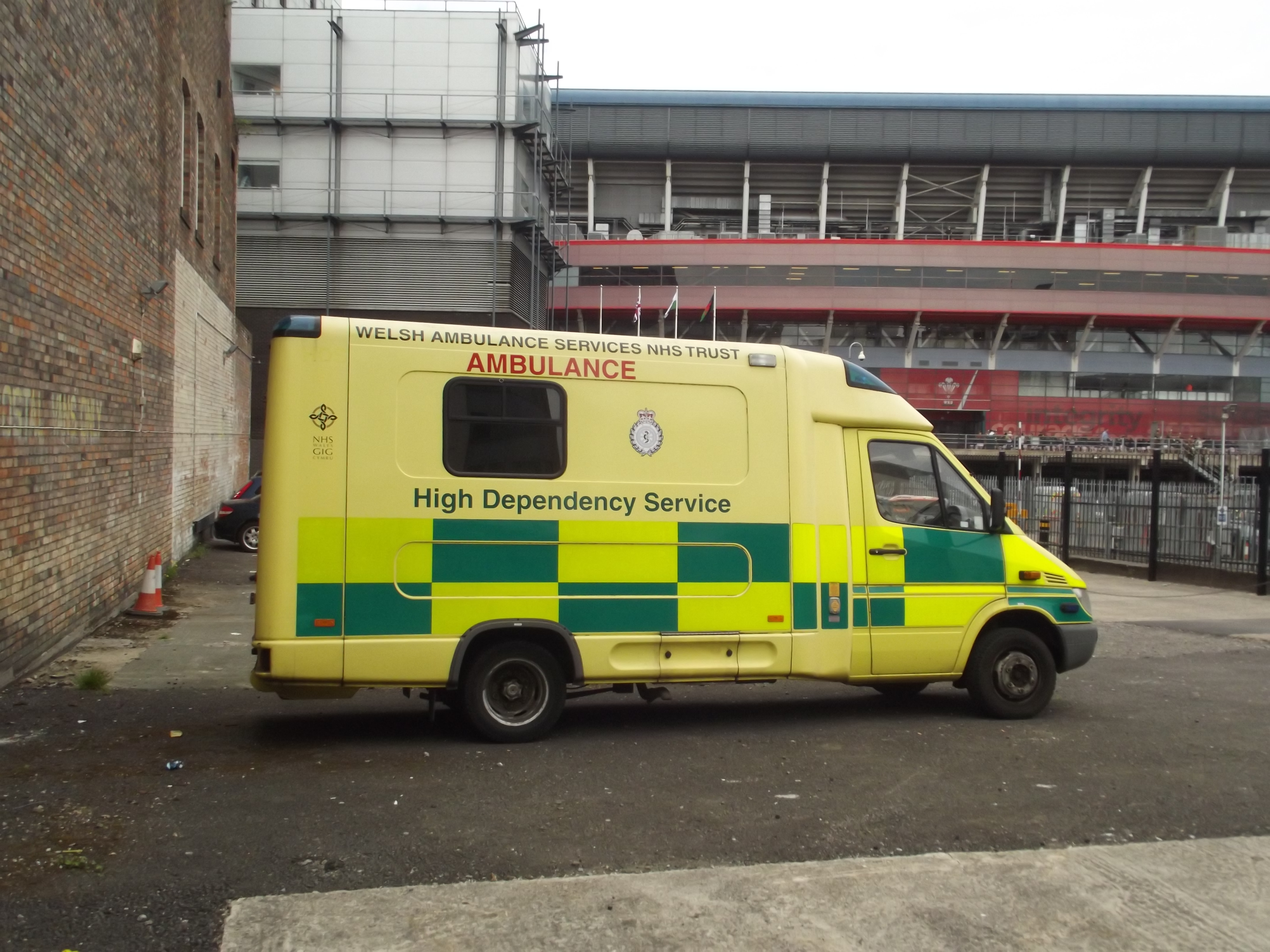

NHS信托威爾斯救護服務（英語：Welsh Ambulance Services University NHS Trust），於1998年4月1日成立，由NHS信託負責營運，為3百萬名威爾斯的民眾提供救護車及相關服務。威爾斯救護服務的總部設於登比郡聖阿薩夫，轄下細分為3個服務區，分別為中部及西部地區（分部設於斯旺西）、北部地區（分部設於聖阿薩夫）和東南部地區（分部設於昆布蘭）。截至2018年12月共聘請了3,400名員工。

## 外部連結
- 官方网站